# Erik Axel Karlfeldt
Erik Axel Karlfeldt (20 tháng 7 năm 1864 – 8 tháng 4 năm 1931) là nhà thơ Thụy Điển được trao giải Nobel Văn học sau khi đã mất, vì khi còn sống ông từ chối nhận giải thưởng này.

## Tiểu sử
Erik Axel Karlfeldt sinh tại một làng quê ở Delekarlia, cha là chủ một trang trại. Thuở nhỏ ông học ở Karlbo, năm 1885 tốt nghiệp trung học, sau đó học Đại học Uppsala. Vì gia đình bị phá sản, ông phải đi dạy tư để kiếm tiền nên mãi đến năm 1902 mới tốt nghiệp đại học. Từ năm 1893 tới năm 1896 ông là thầy giáo tại các trường trung học tư thục Djursholm, trường giáo dục công dân Molkom, và có thời gian ngắn làm việc cho một tờ báo ở Stockholm; sau đó ông làm ở thư viện của Viện Hàn lâm Nông nghiệp.
Năm 1895 Karlfeldt cho ra đời tập thơ đầu tiên trong số sáu tập thơ của ông, Vildmarks- och kärleksvisor (Những bài ca về thiên nhiên hoang dã và về tình yêu); tiếp đó là Fridolins visor och andra dikter (Những bài ca của Fridolin) và đặc biệt là Fridolins lustgård och Dalmålningar på rim (Vườn hoan lạc của Fridolin), trong đó có bài thơ được coi là độc đáo nhất của Karlfeldt Dalmalningar utlagda pa rim (Bức họa của Dalmalningar), mô tả những bức tranh dân gian truyền thống lấy đề tài từ Kinh Thánh và các câu chuyện huyền thoại thường thấy trong các ngôi nhà nông dân Thụy Điển.
Năm 1904, Karlfeldt được bầu làm viện sĩ Viện Hàn lâm Thụy Điển. Từ năm 1905 ông là thành viên Ủy ban Nobel của Viện Hàn lâm Thụy Điển. Năm 1912, ông trở thành thư ký thường trực của Ủy ban giải thưởng Nobel Văn học. Năm 1917 ông nhận bằng danh dự của Đại học Uppsala. Năm 1926 ông lấy một cô vợ trẻ hơn mình 20 tuổi, có hai con.
Thơ ông thường lấy đề tài từ thiên nhiên và đời sống nông thôn, đem lại những cảm xúc tươi vui hoặc những tình cảm sâu lắng cho người đọc. Karlfeldt làm thơ nhiều thể loại, ngôn ngữ thơ rất trau chuốt, theo phong cách cổ điển. Ông hầu như không viết văn xuôi, ngoại trừ một bản điếu văn đọc trong tang lễ nhà thơ Coustav Freding (Thụy Điển) và một bài phát biểu tại lễ trao giải Nobel cho nhà văn Mỹ Sinclair Lewis năm 1930. 
Karlfeldt được đề cử trao giải Nobel Văn học năm 1912 nhưng ông từ chối, lấy cớ mình là thư ký thường trực của ủy ban giải thưởng Nobel và không nổi tiếng lắm ở nước ngoài. Ông là người đầu tiên trên thế giới từ chối nhận giải này. Cuối năm 1931, sau khi Karlfeldt mất, Viện Hàn lâm Thụy Điển lại quyết định trao giải Nobel cho ông bởi vì tuy không được biết đến nhiều ở nước ngoài nhưng ông được đánh giá rất cao ở Thụy Điển.

## Tác phẩm
- Vildmarks- och kärleksvisor (Những bài ca về thiên nhiên hoang dã và về tình yêu, 1895), thơ
- Fridolins visor och andra dikter (Những bài ca của Fridolin, 1898), thơ
- Fridolins lustgård och Dalmålningar på rim (Vườn hoan lạc của Fridolin, 1901), thơ
- Flora och Pomona (Flora và Pomona, 1906), thơ
- Flora och Bellona (Flora và Bellona, 1918), thơ
- Hosthorn (Tiếng kèn mùa thu, 1927), thơ

## Một số bài thơ
| Sub luna Sub luna amo. Mörk är min brud, brinner i bruna kvällar, dansar i månglitterskrud, doftar som nattglim under en kornblixtsky, svalkar som morgondaggen, växlar som nedan och ny. Sub luna bibo. Mörkt är mitt öl, svartmältat korn dess kärna, skummet som månglittermjöl. Tankar och löjen sväva kring kannans rund, sväva som läderlappar, sväva som guldlöv i lund. Sub luna canto. Mörk är min sång, suckar som vågor i vassen, rullar som bränningens gång, reser sig trotsig, sjunker tillbaka tung, ebbar sin tid och flödar, gammal och kvalfullt ung. Sub luna vivo. Mörkt är mitt liv, ringa och vanligt i öden, sorger och tidsfördriv. Gärna jag delar tingens förgängliga lott, lycklig att lida och njuta jordelivets fulla mått. Sub luna morior. Mörk är min grav. Giv mig åt namnlös torva eller åt vind och hav: vilan i mullen, eller ett skärat stoft, fladdrande som min längtan fladdrat mot månklara loft. Mikrokosmos Jag är av jorden, jag är sval och tung, trögvulen, gammalstämd fast ganska ung. Det står ett gulnat höstträd i min själ, dess alla grenar susa som farväl. Jag är av vattnet, jag är kall och våt, min stela flegma är som frusen gråt. Min vinterglädje bullrar stark men bråd, vid fulla bord med vin och villebråd. Jag är av luften, jag är ljus och blid, jag går som i beständig lådingstid. Vad långa år försummat och försönt står upp vid vädrens lekar friskt och grönt. Jag är av elden, jag är torr och het av sommarsol som ingen nedgång vet. Väl må jag undra att hon ej förbränt mig själv med alla mina element. | Dưới trăng Sub luna amo. Cô dâu tôi màu tối Cháy lên dưới hoàng hôn Như ánh trăng tỏa sáng Như hoa tỏa mùi hương Trong đêm hè nóng bỏng Như giọt sương mai chuyển Từ sáng đến mờ dần. Sub luna bibo. Bia của tôi màu tối Bọt bia sáng ngời lên Và dường như dưới đáy Những nụ cười, ý nghĩ Đọng lại thật ngẫu nhiên Còn trên chiếc cốc vại Bay những chiếc lá vàng. Sub luna canto. Bài hát tôi màu tối Như sóng vỗ dạt dào Như đổ vào đâu đó Như bay lên trời cao Dịu êm và vội vã Trẻ trung và xưa cũ Cứ thế nối đuôi nhau. Sub luna vivo. Cuộc đời tôi màu tối Tẻ nhạt và tầm thường Buồn bã hay hân hoan Tôi đều đem chia sẻ Khoái lạc và đau khổ Của kiếp sống trần gian Cho mình – tôi nhận đủ. Sub luna morior. Mộ của tôi màu tối Liệu có chờ có đợi Độ sâu của đại dương Yên lặng của vĩnh hằng Hay tro bụi mãi mãi Như nỗi buồn tê tái Bay thơ thẩn trên đồng. Thế giới vi mô Tôi là đất, mát mẻ và chậm chạp Dù trẻ trung nhưng mập mạp và cùn Ánh sáng mùa thu chiếu giữa cõi lòng Chiếc lá vàng cất lên lời "vĩnh biệt". Tôi là nước, giá băng và ẩm ướt Vẻ rình rang như nước mắt mùa đông Niềm vui mạnh mẽ nhưng cũng vội vàng Trên những bàn có rượu và có thịt. Tôi là không khí, nhẹ nhàng trong suốt Mặc áo quần tươi đẹp của mùa xuân Một năm tươi vui cùng với màu xanh Rồi lớn lên, dù đổi thay thời tiết. Tôi là lửa, cháy lên và khô khát Như bầu trời dưới ánh nắng mặt trời Và thấy ngạc nhiên vì một điều này: Ánh mặt trời không thể nào đốt hết. Bản dịch của Nguyễn Viết Thắng |